# Chinnenahalli, Madhugiri
Chinnenahalli là một làng thuộc tehsil Madhugiri, huyện Tumkur, bang Karnataka, Ấn Độ.